# Tylophora oligophylla
Tylophora oligophylla är en oleanderväxtart som först beskrevs av Ying Tsiang, och fick sitt nu gällande namn av M. G. Gilbert, W. D. Stevens och P. T. Li. Tylophora oligophylla ingår i släktet Tylophora och familjen oleanderväxter. Inga underarter finns listade i Catalogue of Life.